# Râul Ponița
Râul Ponița este un curs de apă, afluent al râului Ragul